# Vihove, Nedrîhailiv
Vihove (în ucraineană Віхове) este un sat în așezarea urbană Nedrîhailiv din regiunea Sumî, Ucraina.

## Demografie
Componența lingvistică a localității Vihove
     Ucraineană (100%)
Conform recensământului din 2001, toată populația localității Vihove era vorbitoare de ucraineană (100%).